# Костылев, Алексей Николаевич
Алексе́й Никола́евич Костылев (23 сентября 1914, Москва — 1989, Москва) — советский футболист, тренер. Заслуженный тренер РСФСР (1961).

## Биография
Выступал за московские футбольные клубы.
Участник Великой Отечественной войны. Награждён орденом Красной Звезды в 1958 году, медалями. Проходил службу начальником административно-хозяйственной части 256-й отдельной стрелковой бригады в звании лейтенанта. Был признан погибшим в бою у города Малгобек 5 октября 1942 года, но, как выяснилось позже, 6 октября попал в плен. Узник концлагеря «Маутхаузен».
Окончил институт физической культуры и Высшую школу тренеров. Работал главным тренером во многих футбольных командах СССР.